# Суфиды
Суфиды — тюркская династия из тюрко-монгольского племени кунграт, правившая в Хорезме в пределах царства Золотой Орды в дельте реки Амударьи. Хотя независимость династии была недолгой (ок. 1361 — 1388), её более поздние члены продолжали править Хорезмом с перерывами в качестве наместников тимуридов до захвата Хорезма Шейбанидами в 1505 году. В отличие от более ранних династий, правивших из Хорезма, суфиды никогда не использовали название «Хорезмшах». Столицей Хорезма в этот период времени был город Кёнеургенч.

## Истоки
Родоначальником династии Кунгратов-суфиев был Нагдай Бий, монгольский дворянин и представитель племени кунгратов. Династия имела несколько генеалогических связей с императорской семьей Борджигинов; Нагдай происходил от брата главной императрицы Чингисхана Бортэ, а его дед по отцовской линии и прадед были сыновьями монгольских принцесс. Первоначально служив в качестве главного командующего армией Узбек-хана, Нагдай позже оставил свой пост и стал суфием, прежде чем мигрировать в Хорезм, где стал первым вождём кунгратов в регионе.

## История

### Хусейн Суфи

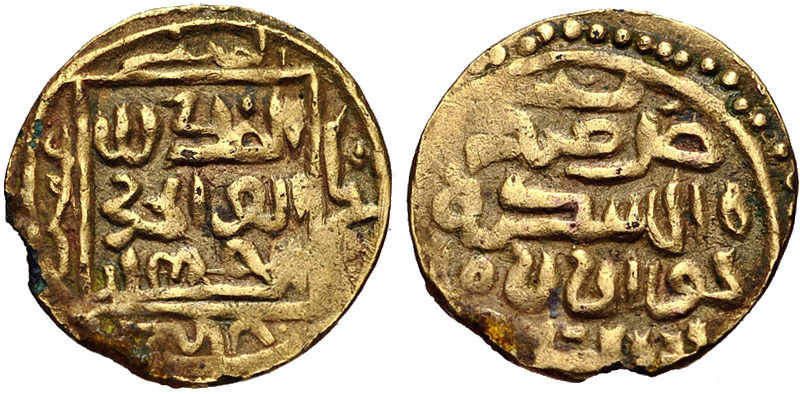
Монета кунгратского правителя Хусейна, отчеканенная на Хорезмском монетном дворе, датированная 1365—1366 г.

После захвата Хорезма Монгольской империей в 1221 году, он был поделен между улусами двух братьев-чингизидов: Джучи и Чагатая. Северная половина досталась ханам Джучидам в составе Золотой Орды, а южная половина была передана Чагатайскому улусу. Это разделение сохранялось до 1350-х годов, когда к власти в Хорезме пришла династия суфидов.
Первый суфидский правитель Хусейн Суфи, сын Нагдая, был кунгратом, представителем племени, из Золотой Орды. Хусейн Суфи взял под свой контроль Ургенч и остальную часть северной части Хорезма; монеты в провинции чеканились для него начиная с 1364 года. Он также воспользовался проблемами, мучившими Трансоксиану в то время, захватив Кят и Хиву, которые были выделены Чагатайским ханам.
Это вторжение на то, что считалось территорией Чагатая, в конечном итоге привело к конфликту с Тамерланом. К моменту захвата Ката и Хивы в Трансоксиане не было правителя, который мог бы ответить, но к 1370 году Тимур объединил регион под своей властью. Тимур, который поддерживал марионеточного Чагатайского хана, чувствовал себя достаточно сильным, чтобы потребовать возвращения Кята и Хивы от Хусейна Суфи в начале 1370-х годов.
Хусейн Суфи выпускал анонимные динары. Титулы и имена золотоордынских ханов были заменены мусульманскими изречениями, символом веры, применявшиеся на серебряных монетах Хорезма ещё в 80-х гг. XIII в.: «Власть принадлежит богу, единому, всемогущему», «Нет бога кроме Аллаха, Мухаммад посланник Аллаха». В сегментах были имена 4 праведных халифов. Была также надпись Чеканена эта монета в Хорезме
Отказ Хусейна Суфи вернуть южный Хорезм заставил Тимура пойти против него войной в 1372 году. Кят был быстро захвачен; Хусейн Суфи решил укрепить Ургенч и остаться там. Ургенч был окружен войском Тимура, и Хусейн Суфи погиб во время осады.

### Юсуф Суфи

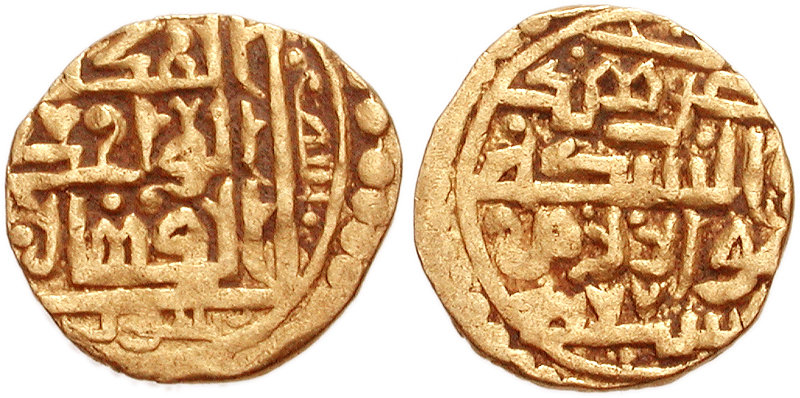
Монета кунгратского правителя Юсуфа отчеканена на Хорезмском монетном дворе, датируется 1375—1376.

Хусейна Суфи наследовал его брат Юсуф Суфи, который заключил мир с Тимуром, по которому Тимур получил Кят и Хиву. Армия Тимура вышла из северного Хорезма; однако в следующем году Юсуф Суфи спровоцировал Тимура вторжением на его территории и попыткой вернуть Кят и Хиву. Это заставило Тимура предпринять вторую кампанию против него в 1373 году, но Юсуф Суфи быстро прислал свои извинения и отдал свою дочь Ак-Суфи Севин-бек замуж за сына Тимура Джахангира в обмен на мир.
Продолжающиеся вторжения Юсуфа Суфи на территорию Тимура спровоцировали новое вторжение в 1379 году. На этот раз был осаждён Ургенч; Юсуф Суфи погиб посреди осады, и Тимур потребовал сдачи города. Город отказался. В результате, когда армия Тимура, наконец, захватила его силой, последовала всеобщая резня, и город был сожжён.

### Сулейман Суфи
Поражение суфидов от руки Тимура не поколебало их желания удержать Хорезм. Сулейман Суфи объединился с ханом Золотой Орды Тохтамышем и в 1387 году присоединился к золотоордынскому вторжению в Трансоксиану. Тимур немедленно выступил против Сулейман-шаха, захватив Хорезм и подавив восстание.

### Поздние суфиды
Несмотря на потерю независимости, кунграты-суфи играли определённую роль в Империи Тимуридов. В конце XIV века упоминается некий яик-суфий. Вероятный представитель линии суфидов, Яик Суфи занял высокое положение в армии Тимура. Он восстал в 1393—1394 году, но потерпел поражение и был заключен в тюрьму.

## Архитектурные сооружения кунгратов-суфи

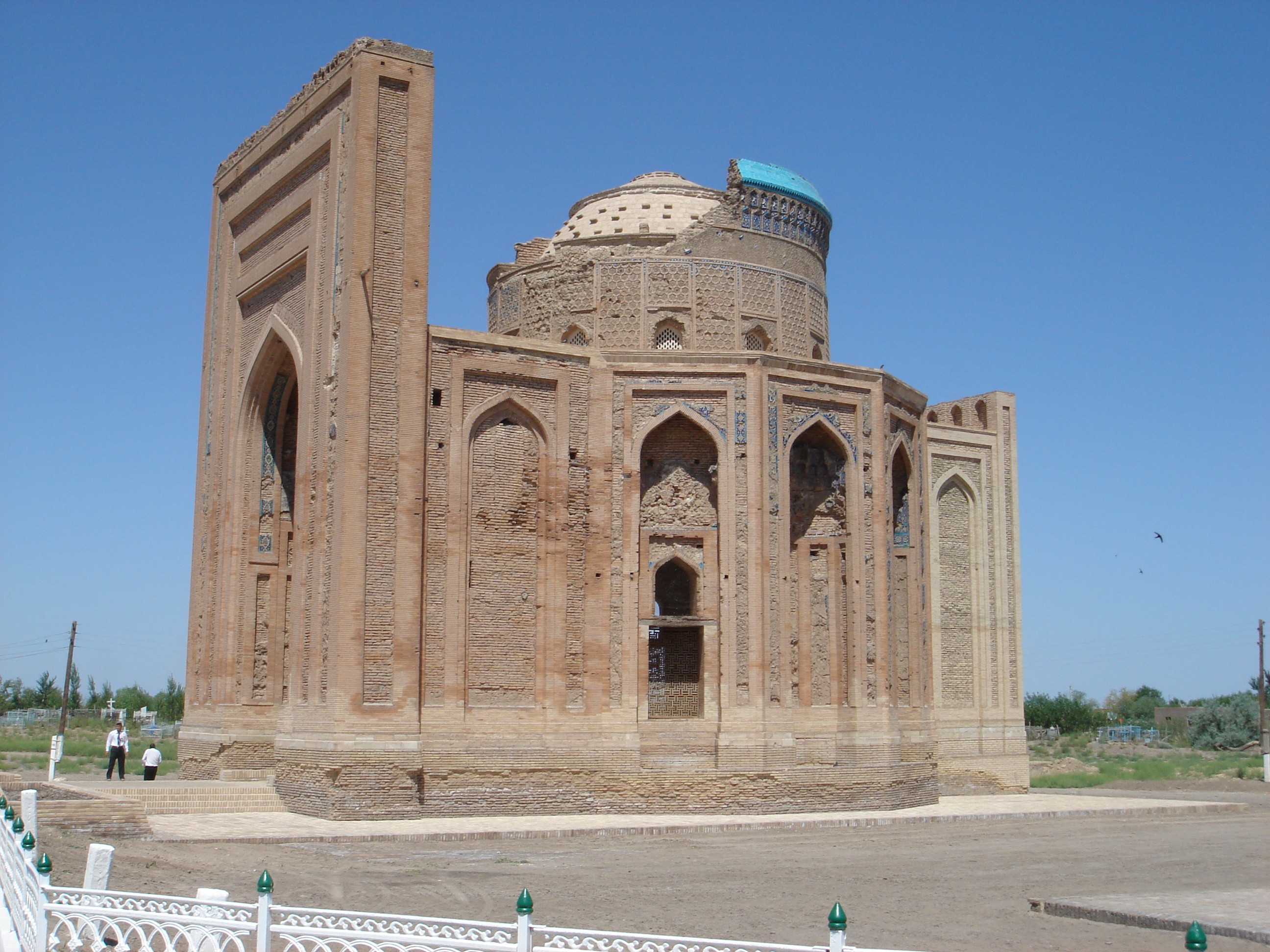
Мавзолей Тюрабек-ханум, г. Кёнеургенч, Туркменистан.

Мавзолей Тюрабек-ханым — мавзолей дочери золотоордыского хана Узбек-хана и жены его хорезмийского наместника Кутлуг-Тимура — Тюрабек-ханым, позже стал усыпальницей династии Суфи-кунгратов (1359—1388), расположен в г.Кёнеургенч, Туркменистан.